# Reinhold Mokrosch
Reinhold Mokrosch (* 22. Februar 1940 in Hamburg) ist ein deutscher evangelischer Theologe. Er lehrte als Professor am Institut für Evangelische Theologie an der Universität Osnabrück.

## Leben
Mokrosch studierte von 1959 bis 1965 Evangelische Theologie und Religionswissenschaft in Tübingen, Zürich, Berlin und Hamburg. 1965 schloss er das Studium mit dem 1. theologischen Examen in Hamburg ab. Von 1966 bis 1972 leitete er ein Lutherforschungsprojekt. 1972 wurde er mit einer Dissertation zu Schelling und Tillich in Tübingen zum Dr. phil. promoviert. In den Jahren 1973 bis 1976 arbeitete Mokrosch als Vikar und Pfarrer in Baden-Württemberg. 1975 folgte das 2. theologische Examen in Darmstadt. Anschließend war er bis 1984 Akademischer Oberrat an der Universität Darmstadt. 1984 wurde er Professor für Ev. Theologie und Praktische Theologie-Religionspädagogik an der Universität Osnabrück. Er war dort ab 1994 für zwei Jahre Dekan des Fachbereichs Erziehungs- und Kulturwissenschaften und leitete von 2001 bis 2003 als Direktor das Instituts für Evangelische Theologie.
1997 habilitierte er sich mit Geschichte des theol. und philos. Gewissensverständnisses und das Gewissensverhalten Jugendlicher heute zum Dr. theol. habil. in Wien und war anschließend Mitglied des Lehrkörpers Ev. Theologie in Wien. 2005 wurde er emeritiert und hat seitdem Lehraufträge.
Längere Gastprofessuren hatte Mokrosch 1997 am College Makumira in Tansania (Christian Education / Western Theology) und 2002 an der Universität Tartu (Religionspädagogik); außerdem war er 2008, 2010, 2012, 2014 an christlichen Colleges in Bangalore, Kolkata, Dehradun, Delhi, Faridabad, Mangalore und Conoor.
Mokrosch ist seit 1967 verheiratet und hat zwei Kinder.

## Forschungsschwerpunkte
Forschungsschwerpunkte von Mokrosch sind Didaktik der Kirchengeschichte, Wertentwicklung und Werterziehung, Gewissensentwicklung, Moral- und Glaubensentwicklung, Religionspädagogik und Religionsdidaktik, Ökumenisches Lernen, Interreligiöses Lernen und Islamische Religionspädagogik. Von 1992 bis 2008 war er Mitglied der Forschungsstelle „Empirische Wertforschung“. Von 1998 bis 2002 arbeitete er als Vorsitzender der Kommission der Evangelischen Kirche in Deutschland zur Reform des Religionsunterrichts.

## Funktionen
- 1983–1987 Vorsitzender des Verbandes religionspädagogischer Hochschullehrer
- 1983–1988 Vorsitzender der Bundesvereinigung ev. Eltern und Erzieher
- 1997–2006 Vorsitzender der Osnabrücker Friedensgespräche
- seit 2001 Vorsitzender des Förderkreises der Osnabrücker Friedensgespräche
- 2008–2014 2. Vorsitzender der Deutsch-Israelischen Gesellschaft Osnabrück und der Deutsch-Palästinensischen Gesellschaft Osnabrück
- seit 2008 Vorsitzender des „Runden Tisches der Religionen Osnabrück“
- seit 2007 Vorsitzender von Religions for Peace
- seit 2006 Vorstandsmitglied der Remarque-Gesellschaft

## Auszeichnungen
- 2012 Bundesverdienstkreuz am Bande „für Verdienste in der Friedensethik und Friedenspädagogik“[2]
- 2015 Integrationspreis / Aküyrekpreis der Stadt Osnabrück „für interreligiöse und interkulturelle Integrationsarbeit in Osnabrück“

## Veröffentlichungen (Auswahl)
- Das religiöse Gewissen – bei 15- bis 19-Jährigen. Stuttgart 1979
- mit Dieter Stoodt und Hans P. Schmidt: Ethik und religiöse Erziehung. Stuttgart 1980
- mit Herbert Walz: Mittelalter. Theologie- und Kirchengeschichte in Quellen. Neukirchen 1980
- mit Uwe Gerber und Heinz Schmidt: 6 Schulbücher für den Religions- und den Ethik-Unterricht. Frankfurt 1986–2000
- Christliche Werterziehung im Wertewandel. Osnabrück 1987
- mit E. Franke: Werterziehung und Wertentwicklung. Osnabrück 1989
- Die Bergpredigt im Alltag. Gütersloh 1991
- mit Ralph Sauer: Ökumene im Religionsunterricht. Gütersloh 1994
- mit Arnim Regenbogen: Was heißt Gerechtigkeit?. Donauwörth 1999
- mit Arnim Regenbogen: Arbeitshefte „Ethik“ für Gymnasien. Donauwörth 2000–2010
- mit Helmut Merkel: FS Krüger: Humanismus und Reformation.  Münster 2001
- Weniger Gewalt an Schulen. Ein Schulprojekt. Osnabrück 2002
- mit Christian Gremmels und Friedrich Johannsen: D. Bonhoeffers Ethik. Gütersloh 2003
- mit E. Franke, FS Regenbogen: Werterziehung und Wertethik. Göttingen 2004
- mit Werner Haussmann u. a.: Handbuch Friedenserziehung. Gütersloh 2006
- mit Rainer Lachmann und Erdmann Sturm: Religionsunterricht – Orientierung für das Lehramt. Göttingen 2006
- mit Arnim Regenbogen: Handbuch Werteerziehung. Göttingen 2009
- mit Thomas Held und Roland Czada (Hrsg.): Religionen und Weltfrieden. Stuttgart 2013
- mit Carsten Gennerich: Religionsunterricht kooperativ. Stuttgart 2016
- mit Ulrike Graf u. a. (Hrsg.): Werte leben lernen: Gerechtigkeit, Frieden Glück. Göttingen 2017